# نوئل کوئین
نوئل کوئین (انگلیسی: Noelle Quinn؛ زادهٔ ۳ ژانویهٔ ۱۹۸۵) بازیکن بسکتبال اهل ایالات متحده آمریکا است.
از باشگاه‌هایی که در آن بازی کرده‌است می‌توان به فینکس مرکوری اشاره کرد.